# 马尼斯蒂
马尼斯蒂（Manistee）为美国密歇根州西部城市，五大湖地区重要港口，位于马尼斯蒂河流入密歇根湖的河口。它也是马尼斯蒂县的治所。马尼斯蒂这个名字来源于奥杰布瓦语，意思是“河口有岛屿”或“树木的魂魄”。主要产业为制盐、林业和渔业。1841年，曾在中国传教的苏格兰人约翰·施敦力（John Stronach）在此建立了一处锯木厂，并逐渐发展为一个小城。1871年在芝加哥大火的同一天，马尼斯蒂也被火焚毁。1881年因发现有盐场而恢复重建，并升级为城市。该市人口为6231人，面积11.58平方千米。